# Список объектов всемирного наследия ЮНЕСКО на Барбадосе
В спи́ске объе́ктов Всеми́рного насле́дия ЮНЕ́СКО на Барба́досе значится 1 наименование по культурным критериям (на 2014 год), это составляет 0,1 % от общего числа (1248 на 2025 год).
Кроме этого, по состоянию на 2014 год, 2 объекта на территории государства находятся в числе кандидатов на включение в список всемирного наследия, в том числе 1 — по культурным, 1 — по природным критериям.
Барбадос ратифицировал Конвенцию об охране всемирного культурного и природного наследия 9 апреля 2002 года. Первый объект на территории Барбадоса был занесён в список в 2011 году на 35-й сессии Комитета всемирного наследия ЮНЕСКО.

## Список
| # | Изображение | Название                                                                                        | Местоположение     | Время создания | Год внесения в список | №    | Критерии    |
| - | ----------- | ----------------------------------------------------------------------------------------------- | ------------------ | -------------- | --------------------- | ---- | ----------- |
| 1 |             | Исторический Бриджтаун с его военными укреплениями (англ. Historic Bridgetown and its Garrison) | Приход Сент-Мишель | XVII—XIX века  | 2011                  | 1376 | ii, iii, iv |

## Предварительный список
Объекты расположены в порядке их добавления в предварительный список. Если объекты добавлены одновременно, то есть на одной сессии Комитета всемирного наследия ЮНЕСКО, то объекты располагаются по номерам.
| # | Изображение | Название | Местоположение                                            | Время создания  | Год внесения в предварительный список | №    | Критерии       |
| - | ----------- | --- | --------------------------------------------------------- | --------------- | ------------------------------------- | ---- | -------------- |
| 1 |             | Промышленное наследие Барбадоса: История сахара (англ. The Industrial Heritage of Barbados: The Story of Sugar) а) аббатство Святого Николая б) мельница Моргана Льюиса в) Кодрингтонский колледж г) захоронения рабов Ньютона | Приходы Сент-Андру (а, б), Сент-Джон (в), Крайст-Чёрч (г) | XVII—XVIII века | 2005                                  | 1992 | i, ii, iii, iv |
| 2 |             | Шотландский район Барбадоса (англ. The Scotland District of Barbados) | Приход Сент-Андру                                         | —               | 2005                                  | 1993 | vii, viii, ix  |